# На западу ништа ново (филм из 2022)
На западу ништа ново је немачки епски антиратни филм из 2022. године, заснован на истоименом роману Ериха Марије Ремарка. Режирао га је Едвард Бергер, а главне улоге тумаче Данијел Брил, Албрехт Шух, Себастијан Хулк, Феликс Камерер, Арон Хилмер, Един Хасановић и Девид Стризов. Смештен током последњих година Првог светског рата, филм прати живот немачког војника Паула Баумера, који, након што се са пријатељима пријавио у немачку војску, открива опасности ратне реалности, које разбијају раније наде да ће постати хероји.
Филм је премијерно приказан 12. септембра 2022. на Филмском фестивалу у Торонту, а издат је на платформи Netflix 28. октобра исте године. Филм је добио позитивне критике критичара, који су нарочито похвалили верност изворном материјалу и правовремене поруке против рата. Био је номинован за 14 награда БАФТА (од којих је освојио седам, укључујући ону за најбољи филм) и 9 Оскара, укључујући оног за најбољи филм, а освојио је четири: за најбољи међународни филм, најбољу фотографију, најбољу оригиналну музику и најбољу сценографију.

## Радња
У пролеће 1917, три године након почетка Првог светског рата, 17-годишњи Паул Баумер се пријављује у немачку царску војску заједно са својим школским друговима, Албертом Кропом, Францом Милером и Лудвигом Бемом. Слушају патриотски говор школског службеника и добијају униформе војника погинулих у претходној бици. Након што су распоређени у северној Француској у близини Ла Малмезона, спријатељили су се са Станислаусом „Катом” Качинским, старијим војником. Њихов романтични поглед на рат разбијен је реалношћу рововског ратовања на западном фронту, а Лудвига убија артиљерија прве ноћи.
Дана 7. новембра 1918, немачки званичник Матијас Ерцбергер, уморан од све већег броја губитака, састаје се са немачком врховном командом да их убеди да започну преговоре о примирју са савезничким силама. У међувремену, Паул и Кат краду гуску са локалне фарме да би је поделили са Албертом, Францом и још једним ветераном, Тјаденом Стакфлитом, са којим су се зближили на фронту у Шампањи. Кат, који је неписмен, натера Паула да му прочита писмо своје жене и брине се да неће моћи поново да се интегрише у мирнодопско друштво. Франц проводи ноћ са једном Францускињом и доноси њен шал као сувенир.
Ујутро 9. новембра, генерал Фридрихс предводи Ерцбергера и немачку делегацију у воз који иде за Компијењску шуму да преговара о прекиду ватре. Паул и његови пријатељи одлазе у мисију да пронађу 60 несталих регрута послатих да појачају њихову јединицу и откривају да су убијени гасом након што су прерано скинули маске. Фридрихс, који се противи преговорима, наређује напад пре него што стигне француско појачање. Те ноћи, Ерцбергерова делегација стиже до Компијењске шуме, а Паулов пук је послат на фронт да се припреми за напад на француске линије.
Ујутро 10. новембра, Фердинанд Фош, врховни командант савезничких снага, даје Немцима 72 сата да прихвате савезничке услове, без простора за преговоре. У међувремену, немачки напад заузима француску линију фронта након борбе прса у прса, али је разбијен комбинованим контранападом са Сен Шамон тенковима, авионима и бацачима пламена. Франц је одвојен од групе, а Алберт је убијен покушавајући да се преда. Заробљен у кратеру на ничијој земљи са једним француским војником, Паул га убоде ножем и посматра га како полако умире, почињући да се каје и тражећи опроштај од његовог леша. Ерцбергер сазнаје за абдикацију цара Вилхелма II и увече добија упутства од фелдмаршала Паула фон Хинденбурга да прихвати савезничке услове. Паул се враћа у своју јединицу и види их како прослављају ишчекивани крај рата. Проналази рањеног Тјадена, који му даје Францов шал. Паул и Кат му доносе храну, али Тјаден, узнемирен што је осакаћен, извршава самоубиство.
Око 5:00 часова 11. новембра, Ерцбергерова делегација потписује примирје које ће ступити на снагу у 11 часова. Након што су сазнали за прекид ватре, Паул и Кат краду са фарме последњи пут, али Ката упуца фармеров млади син и умире док га Паул носи у болницу. Фридрихс жели да заврши рат немачком победом и наређује да напад почне у 10:45. Очајни, у борби прекаљени Паул убија многе француске војнике пре него што га један бајонетом прободе у груди неколико секунди пре 11:00 када борба престаје, а фронт утихне. Убрзо касније, новопридошли немачки регрут којег је Паул спасао у борби проналази Паулово блатом прекривено тело и преузима Францов шал који је Паулу предао Тјаден.

## Улоге
| Глумац          | Улога                     |
| --------------- | ------------------------- |
| Данијел Брил    | Матијас Ерцбергер         |
| Албрехт Шух     | Станислаус „Кат” Качински |
| Феликс Камерер  | Паул Баумер               |
| Мориц Клаус     | Франц Милер               |
| Арон Хилмер     | Алберт Кроп               |
| Един Хасановић  | Тјаден Стакфлит           |
| Девид Стризов   | генерал Фридрихс          |
| Себастијан Хулк | мајор фон Бриксдорф       |